# 寶貝老闆：家大業大
是一部2021年美國3D電腦動畫喜劇電影，由夢工廠動畫公司製作、環球影業發行。電影為2017年電影《寶貝老闆》的續集，由湯姆·麥葛瑞斯執導，麥可·麥庫勒斯編劇。主要配音員包括亞歷·鮑德溫、詹姆斯·馬斯登、艾米·塞德麗絲、雅瑞安娜·葛林布雷、伊娃·朗格莉亞、吉米·金摩、麗莎·庫卓和傑夫·高布倫。
《寶貝老闆：家大業大》由環球影業於2021年7月2日美國上映，同日在串流平台孔雀上線60天。電影獲得影評界負面為主的評價，劇情陳腔濫調與欠缺前作的魅力為評論家所詬病，盡管動畫效果與兒童娛樂價值獲得了肯定。

## 配音員
| 配音              | 配音                                      | 配音   | 配音     | 角色                                                                       |
| 美國              | 台灣                                      | 香港   | 中國大陸 | 角色                                                                       |
| ----------------- | ----------------------------------------- | ------ | -------- | -------------------------------------------------------------------------- |
| 亞歷·鮑德溫       | 沈玉琳                                    | 林盛斌 |          | 希歐多爾·「泰迪」·天普頓／寶貝老闆（Theodore "Ted" Templeton / Boss Baby） |
| 詹姆斯·馬斯登     | 宋昱璁                                    |        |          | 提摩西·「提姆」·天普頓（Timothy "Tim" Templeton）                          |
| 艾米·塞德麗絲     | 郭書瑤                                    | 楊詩敏 |          | 蒂娜·天普頓／寶貝老闆（Tina Templeton / Boss Baby）                        |
| 雅瑞安娜·葛林布雷 | 白小櫻                                    |        |          | 泰貝莎·「阿花」·天普頓（Tabitha Templeton）                                |
| 伊娃·朗格莉亞     | 李昀晴                                    |        |          | 卡蘿·天普頓（Carol Templeton）                                             |
| 吉米·金摩         | 謝一帆                                    |        |          | 泰德·天普頓（Ted Templeton）                                               |
| 麗莎·庫卓         | 鄭仁君                                    |        |          | 珍妮絲·天普頓（Janice Templeton）                                          |
| 傑夫·高布倫       | 符爽                                      | 葉振聲 |          | 爾文·阿姆斯壯博士（Dr. Edwin Armstrong）                                   |
|                   | 陳進益 戴維均 徐子晴 陳余寬 莊捷安 邵芷耘 |        |          |                                                                            |

## 製作
2017年5月25日，環球影業和夢工廠動畫公司宣佈製作《寶貝老闆》續集，並定於2021年3月26日上映，亞歷·鮑德溫回歸聲演主角寶貝老闆。2019年5月17日，宣佈湯姆·麥葛瑞斯回歸執導續集，傑夫·赫爾曼（Jeff Hermann）擔任製片人。2020年9月18日，宣佈傑夫·高布倫、雅瑞安娜·葛林布雷、伊娃·朗格莉亞、詹姆斯·馬斯登、艾米·塞德麗絲加盟配音陣容，而吉米·金摩和麗莎·庫卓回歸聲演提姆的父母。

## 發行
《寶貝老闆：家大業大》原定由環球影業定於2021年3月26日在美國上映。2020年12月底，宣佈電影延期至2021年9月17日在美國上映。2021年5月，宣佈電影提前至2021年7月2日在美國上映，並於同日在串流平台孔雀上線60天。

### 評價
爛番茄根據102條評論，持有46%的新鮮度，平均得分5.3／10，觀眾投票獲得89%的分數，平均得分為4.4／5。在Metacritic上，電影獲得39分，代表「負面評論為主」。

### 票房
| 上一届： 《黑寡婦》 | 2021年香港一週票房冠軍 第29週 | 下一届： 《幻險森林奇航》 |